# 圣安德烈达拉斯
圣安德烈达拉斯（法語：Saint-André-d'Allas，法語發音：[sɛ̃.t‿ɑ̃dʁe dalas]）是法国多尔多涅省的一个市镇，属于萨拉拉卡内达区。

## 地理
圣安德烈达拉斯（44°53'9"N, 1°10'0"E）面积28.77 平方千米，位于法国新阿基坦大区多爾多涅省，该省份为法国西南部内陆省份，是法國本土面积第三大的省，大致对应佩里戈尔地区，北起顺时针与夏朗德省、上维埃纳省、科雷兹省、洛特省、洛特-加龙省、吉倫特省和滨海夏朗德省接壤。
与圣安德烈达拉斯接壤的市镇（或旧市镇、城区）包括：马尔凯、萨拉拉卡内达、贝纳克和卡兹纳克、韦扎克、梅拉尔、莱塞济。
圣安德烈达拉斯的时区为UTC+01:00、UTC+02:00（夏令时）。

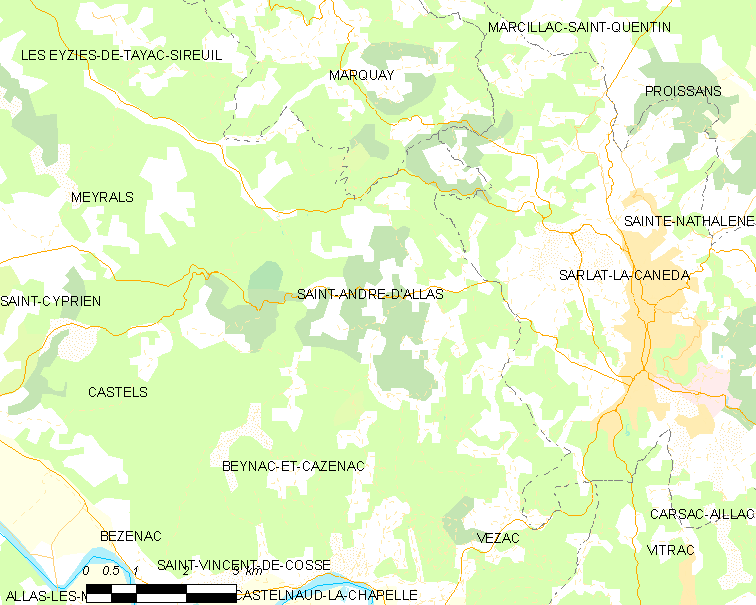
圣安德烈达拉斯的OSM定位图

## 行政
圣安德烈达拉斯的邮政编码为24200，INSEE市镇编码为24366。

## 政治
圣安德烈达拉斯所属的省级选区为萨拉拉卡内达县。

## 人口

1962-2008年间圣安德烈达拉斯人口变化图示

圣安德烈达拉斯于2022年1月1日时的人口数量为885人。